# 戰滌塵

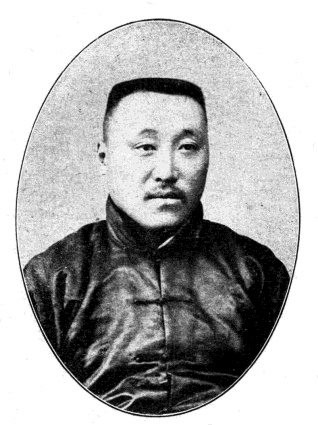
《民国之精华》中的戰雲霽照片

戰滌塵（1872年—1935年），字林晴，黑龙江木兰县战家屯人。清末民初政治人物。

## 生平
原名戰雲霽，清朝拔贡出身。宣统元年（1909年）后，历任邮传部京官，黑龙江巡抚公署参事，黑龙江谘议局副议长。屬立宪派。
1912年中华民国成立后，戰雲霽任北京临时参议院议员，北京政府财政部国税筹议员，清史馆名义协修。1916年，民元国会恢复，他递补为国会参议院议员。改名滌塵。1922年至1924年，中华民国第一届国会第三期常会期间，戰滌塵为参议员。
民国16年（1927年）7月2日，戰滌塵被任命为奉天省洮昌道道尹。辖15县，道尹府设在辽源县。民国20年（1931年）九一八事变后，回哈尔滨隐居。
民国19年（1930年），戰滌塵出资建白杨木河大桥，当时的造价可购买200垧耕地。另外还曾经买许多图书赠送给木兰图书馆，并且将手压消防车1台赠给木兰县商会。在奉天省任职期间，曾经捐款建学校及公园。
满洲国成立后，日本任命其为满洲国滨江省教育厅厅长。但他拒绝出任该职务，1935年被逼吞金自杀身亡。